# Rakshit Dagar
Rakshit Dagar (sinh ngày 16 tháng 10 năm 1992) là một cầu thủ bóng đá người Ấn Độ thi đấu ở vị trí thủ môn cho East Bengal F.C. ở I-League.

## Sự nghiệp

### United Sikkim
Dagar có màn ra mắt cho United Sikkim F.C. ngày 23 tháng 3 năm 2013 trong trận đấu tại I-League trước Prayag United S.C. tại Sân vận động Paljor ở Gangtok, Sikkim khi anh được đá chính; United Sikkim thất bại 0–1.

### DSK Shivajians
Rakshit Dagar không thi đấu trận nào ở I-League cho DSK Shivajians nhưng anh đá nhiều trận tại Durand Cup, Federation Cup, và DSK CUP.

### Minerva Punjab FC
Vào tháng 9 năm 2017 Dagar chuyển đến đội bóng I-League duy nhất ở phía Bắc Ấn Độ. Anh là một phần của Minerva Punjab FC Dagar cũng như đội hình Minerva của Punjab League. 

## Thống kê sự nghiệp

### Câu lạc bộ
Số liệu chính xác tính đến ngày 12 tháng 5 năm 2013
| United Sikkim       | 2012–13             | I-League            | 3       | 0        | 1 | 0 | 0 | 0 | — | — | 3 | 0 |   |
| United Sikkim       | 2013–14             | I-League            | 3       | 0        | 0 | 0 | 0 | 0 | 3 | 0 | 0 | 0 |   |
| United Sikkim       | DSK Shivajians      | I-League            | 2014–15 | I-League | 0 | 0 | 0 | 0 | 0 | — | — | 0 | 0 |
| 2015–16             | DSK Shivajians      | 0                   | 0       | 0        | 0 | 0 | 0 | 0 | 0 | 0 | 0 |   |   |
| 2016–17             | DSK Shivajians      | 0                   | 0       | 0        | 0 | 0 | 0 | 0 | 0 | 0 | 0 |   |   |
| Minerva Punjab      | 2017–18             | I-League            | 0       | 0        | 0 | 0 | 0 | 0 | 0 | 0 | 0 | 0 |   |
| Tổng cộng sự nghiệp | Tổng cộng sự nghiệp | Tổng cộng sự nghiệp | 6       | 0        | 1 | 0 | 0 | 0 | 0 | 0 | 0 | 0 |   |